# Lista över insjöar i Mariestads kommun
Detta är en lista över sjöar i Mariestads kommun baserad på sjöns utloppskoordinat. Om någon sjö saknas, kontrollera grannkommunens lista eller kategorin Insjöar i Mariestads kommun.

## Lista
| Namn       | Koordinat                                     | Sjöid         | VYID          | Yta (km²) | Strandlinje (km) | Höjd (m) | Maxdjup (m) | Volym (m³) | HARO   | Natura 2000 |
| ---------- | --------------------------------------------- | ------------- | ------------- | --------- | ---------------- | -------- | ----------- | ---------- | ------ | ----------- |
| Flarken    | 58°33′24″N 13°40′23″Ö / 58.55678°N 13.67294°Ö | 649459-137568 | 649464-137589 | 0,166     | 1,65             | 109      |             |            | 108000 |             |
| Igelsjön   | 58°32′50″N 13°40′19″Ö / 58.54716°N 13.67198°Ö | 649357-137580 |               |           |                  |          |             |            | 108000 |             |
| Lillesjön  | 58°34′33″N 13°45′32″Ö / 58.57596°N 13.75877°Ö | 649662-138095 |               |           |                  |          |             |            | 108000 |             |
| Vristulven | 58°33′58″N 13°43′29″Ö / 58.56608°N 13.72480°Ö | 649519-137757 | 649558-137894 | 4,08      | 17,1             | 111      | 8,6         | 10 955 000 | 108000 |             |
| Ymsen      | 58°40′10″N 13°58′05″Ö / 58.66937°N 13.96809°Ö | 650398-139136 | 650667-139341 | 13,1      | 22,2             | 71       | 4,2         | 32 320 000 | 108000 |             |
| Östen      | 58°33′54″N 13°55′25″Ö / 58.56492°N 13.92372°Ö | 649436-138900 | 649511-139051 | 6,71      | 16,1             | 65       | 1           | 5 606 000  | 108000 | Östen       |